# 福靖号防护巡洋舰
福靖号防护巡洋舰，为清朝自行建造的第一级全钢巡洋舰，广乙级防护巡洋舰3号舰。本舰的经历颇为奇特，广东水师订购，福建水师自留，南洋水师借用，北洋水师服役，体现了晚清各地海军割裂的现状。甲午战争期间本舰一直在福建服役，战后清朝重新组建北方海防时抽调本舰北上。然本舰因风浪损毁沉没，乘员大多死难。
广东水师订购本舰时，预定舰名“广丁”。广东水师因财政经费有限，福建水师接手时，按福建水师为成对军舰命名的惯例，以“福建”拆字并搭配一个字而得“福靖”一名（预定一起使用的另一艘即为兵商两用巡洋舰建靖）。

## 建造背景及概述
十九世纪80年代，当时的福州船政局因为清末特殊的体制而陷入了财政困难：当时的做法是由清廷每年划拨一定的款项，而新建成的舰艇则直接领走，不再另行支付。因此船政局经常由于实际支出大于额定拨款，而导致入不敷出，船政大臣裴荫森迫切希望为船政局找到解决困境的办法。而另一方面，两广地区水师向来强调地方独立自主，拒绝听从中央统一号令，所需船舰也是自行筹建；然而两广一地经费有限，不可能远赴欧洲订购最新式的军舰，而距离广东咫尺的船政局成为了选择。时任两广总督张之洞为了扩充水师，筹得80万两白银。1887年，两广方面向福建船政订购1艘1600匹马力的旧式无防护巡洋舰，以及3艘2400匹马力的新式穹甲防护巡洋舰，两广为每艘军舰付款9万两；另再订购4艘小型旧式浅水炮舰，每艘3万两。
1890年两广总督李瀚章因两广财政紧张而放弃本舰。船政方面随将本舰接收过来列为船政水师的军舰，从而继续建造。
本舰具体建造时与广乙、广丙两舰略有差异，但依然可以算是同一级别而称为广乙级。本舰长71.01米，宽8.02米，吃水深3.5米，比前两舰稍小。设计排水量1000吨，安装两台蒸汽机，3座圆形锅炉，额定动力2400匹马力，设计航速16.5節（31每小時；19英里每小時）。舰身3桅杆，前后桅杆为钢制，有瞭望台，中间桅杆为木制，三根桅杆都可以悬挂风帆。在实际海试时，本舰录得航速12.4節（23每小時）；推测使用优质燃煤和熟练炉工，可以达到13.4節（25每小時），虽然如此，依然低于设计值，而且也比两艘姊妹舰要慢。
本舰与姊妹舰一样，装有强大的鱼雷武装，全舰共有4具14英寸（356）鱼雷发射管，其中舰艏左右各安装一具，中后部主甲板下两舷各装备1具。与此相比，本舰的火炮威力相比同时代要弱得多。本舰具体的火炮武装不详，推测与姊妹舰基本相同，可能安装有3门120毫米火炮，主炮布置样式应该也与前两舰一致，两门安装在前部两舷耳台，可以转向前方充当前部主炮；第3门则安装在后部。轻武器推测包括4门47毫米哈齐开斯单管机关炮，装设在舰桥附近，以及4门37毫米哈乞开斯37毫米5管机关炮。
本舰为铁胁铁壳，所需钢材均购自国外。防护能力与姊妹舰类似，舰体内在水线附近纵向铺设有中间高、两边低的装甲甲板（穹甲），保护轮机、锅炉、弹药舱等，厚1英寸（25），因此可以列入防护巡洋舰。舰上另一处有装甲保护的地方则是司令塔，厚2英寸（51）。

## 舰历
1887年，广东水师向福州船政局下达了订单。1889年11月4日，本舰开始在福建船政动工。在此前后原两广总督张之洞已经调任湖广总督，接任的两广总督李瀚章为了节省经费，于1890年要求船政停止建造本舰。时任闵浙总督兼任船政大臣卞宝第检查本舰的状态后，认为船政已经为本舰准备了三分之一的材料，建造工程也完成了相当一部分，因此将本舰改为船政的军舰继续建造，同时改名为“福靖”。因为经费不足，材料购买受到很大掣肘，福靖号的建造拖延良久，直到1893年1月20日才下水。1893年底福靖号舾装完成。同年12月16日，船政水师靖远号管带林承谟指挥进行海试，时任闵浙总督兼船政大臣谭钟麟登舰观看。
福靖号首任惯带为原船政水师艺新号管带杨永年。甲午战争期间福靖号一直留在福建一带进行巡逻，未直接参与战争。
1895年10月，法、德、俄三國干涉還遼。同年11月8日，朝廷电令时任南洋大臣张之洞，从南洋水師抽调南洋军舰北上。张之洞以南洋各舰过于老旧为由，询问时任闵浙总督兼船政大臣边宝泉，是否可以抽调福靖号北上。边宝泉鉴于船政经费紧张，难以维持福靖号日常开支，当即同意此议，将当时正在福建沿海巡逻的福靖号召回马尾，进行整修。12月21日，福靖号由管带关庆祥指挥前往上海，与南洋水师无防护巡洋舰镜清号、南瑞号会合。
1896年1月8日福靖号等三舰抵达旅顺口，与早一步到达当地的南洋水师开济号、寰泰号会合，重新恢复对中国北方海域的巡逻。
1897年2月，北洋舰队重新建立，旗下防护巡洋舰福靖，鱼雷艇飞霆、飞鹰，练习舰康济（复济）、通濟。此时因中国尚未还清《马关条约》赔款，日本仍旧占据着威海卫北洋舰队锚地，新北洋舰队只能临时以旅顺港为基地。在旅顺驻扎期间，管带关庆祥广交各界文士，各方人士常登舰访问，各大臣、将领也都喜欢搭乘福靖号渡海往来旅顺。
1898年，俄国强租旅顺，清朝驻防陆军被迫移驻牛庄，而福靖号等军舰则继续以旅顺为主要泊地。同年6月9日，福靖号从烟台出发，下午抵达旅顺。当天俄方通知风暴将近，福靖号应当迅速入港。关庆祥认为天色已晚，而港内船只较多，贸然进港可能会发生碰撞事故，因此决定留在旅顺口外锚泊，打算次日早上再进港。当晚台风袭击旅顺，天刚亮福靖号即起锚，却因此受到风浪冲击，失去控制。福靖号本身过于修长，而且动力不足，被风浪裹挟着冲向海滩，撞击3次，断成三截。全舰270人余人全部遇难。不过根据当时日本驻芝罘公使的报告，遇难人数约150人，有3名水兵抓着木板游上旅顺灯塔而得以幸免；当晚另有两名军官上岸，因而也逃过一劫。

## 同级舰
- 广乙号防护巡洋舰
- 广丙号防护巡洋舰